# Patton Oswalt

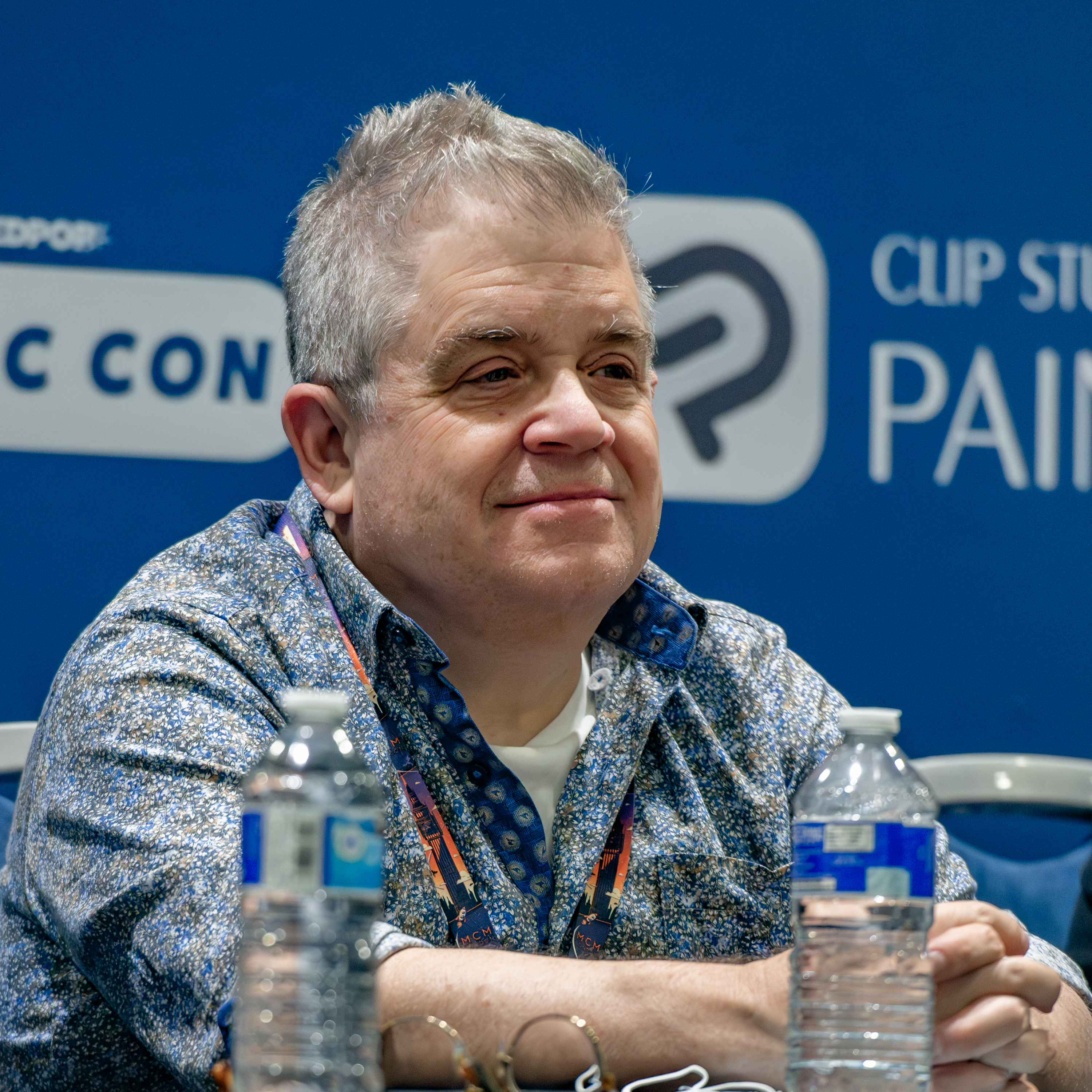
Patton Oswalt (2025)

Patton Peter Oswalt (* 27. Januar 1969 in Portsmouth, Virginia) ist ein US-amerikanischer Komiker und Schauspieler.

## Karriere

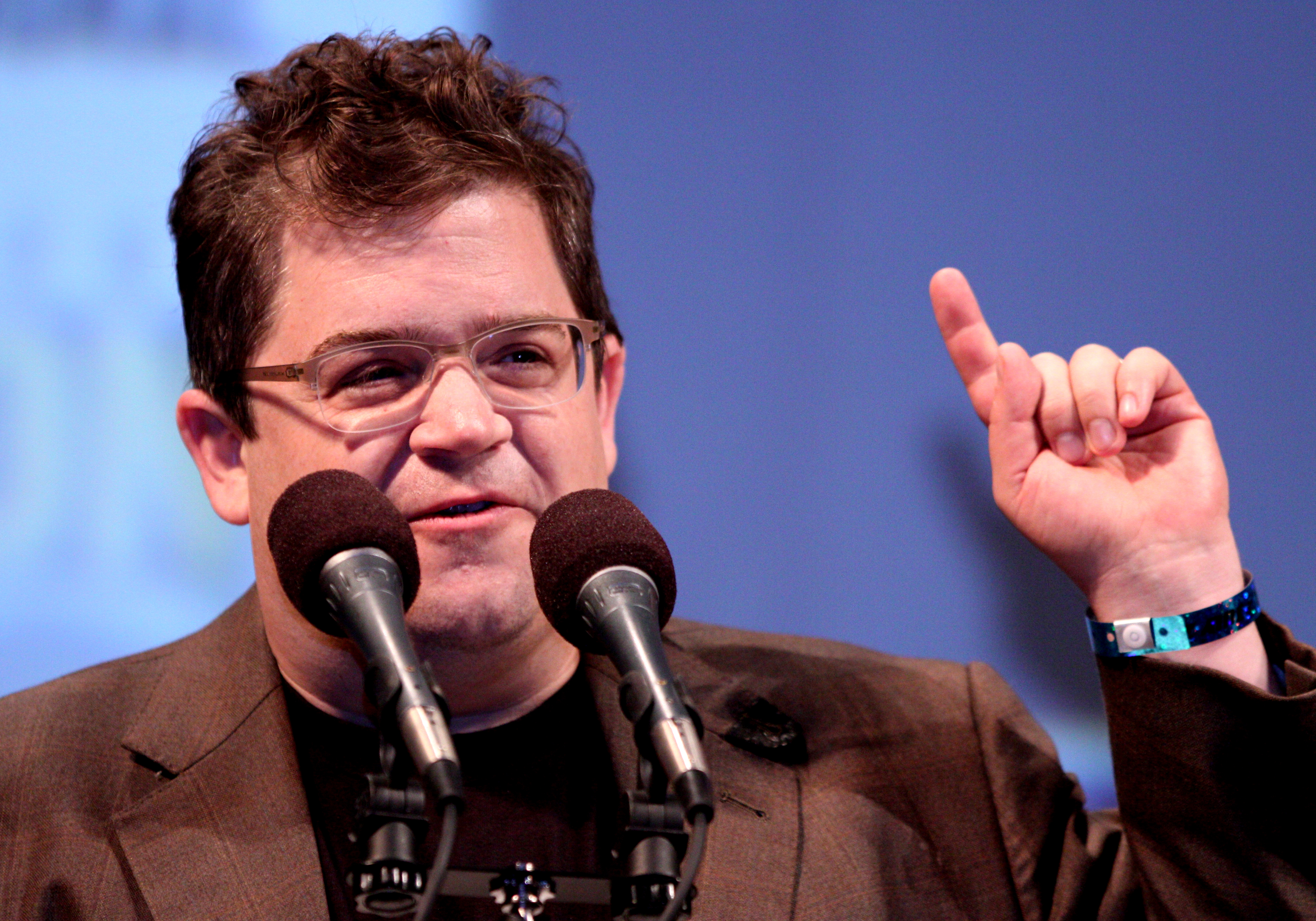
Oswalt auf der Comic-Con im Juli 2010

Außerhalb der USA wurde Oswalt hauptsächlich durch seine Verkörperung von Spence Olchin in der US-Sitcom King of Queens bekannt. Daneben wirkte er in Filmen wie Starsky & Hutch und Magnolia mit und war in Blade: Trinity zu sehen. Des Weiteren hatte er einen kleinen Auftritt in dem Film Der Mondmann, der das Leben des Entertainers Andy Kaufman erzählt. In einer Folge der Cartoon-Serie Cosmo & Wanda – Wenn Elfen helfen hatte er einen kleinen Auftritt als Autor der „Chin-Crimson“-Comics. Hauptsächlich arbeitet Oswalt als Autor für MADtv. In Deutschland wird er meistens von Jens Wawrczeck synchronisiert.
Im Film Zum Ausziehen verführt hatte Oswalt einen Kurzauftritt als ewiger Single mit einer Vorliebe für Fantasy (Die Krieger von Grün), der zeitweise noch bei seiner Mutter lebt – ähnlich der Rolle in King of Queens. Von 2012 bis 2013 spielte er in fünf Folgen von Two and a Half Men die Rolle des Billy Stanhope, dem Geschäftspartner von Walden Schmidt (Ashton Kutcher). Außerdem hatte er in der Serie Reno 911! etliche Nebenauftritte. In dem Animationsfilm Ratatouille sprach er die Rolle von Rémy, der Wanderratte. Seit 1994 war er an mehr als 140 Film- und Fernsehproduktionen beteiligt.
Oswalt hat mehrere Bücher und Comics veröffentlicht, zuletzt erschien im Januar 2015 das Buch Silver Screen Fiend: Learning About Life from an Addiction to Film.

## Privatleben
Oswalt war mit der Kriminalautorin Michelle McNamara verheiratet, die am 21. April 2016 starb. Der Ehe entstammt eine Tochter. Im November 2017 heiratete er die Schauspielerin Meredith Salenger.

## Filmografie (Auswahl)
- 1994: Seinfeld (Fernsehserie, Folge 6x05)

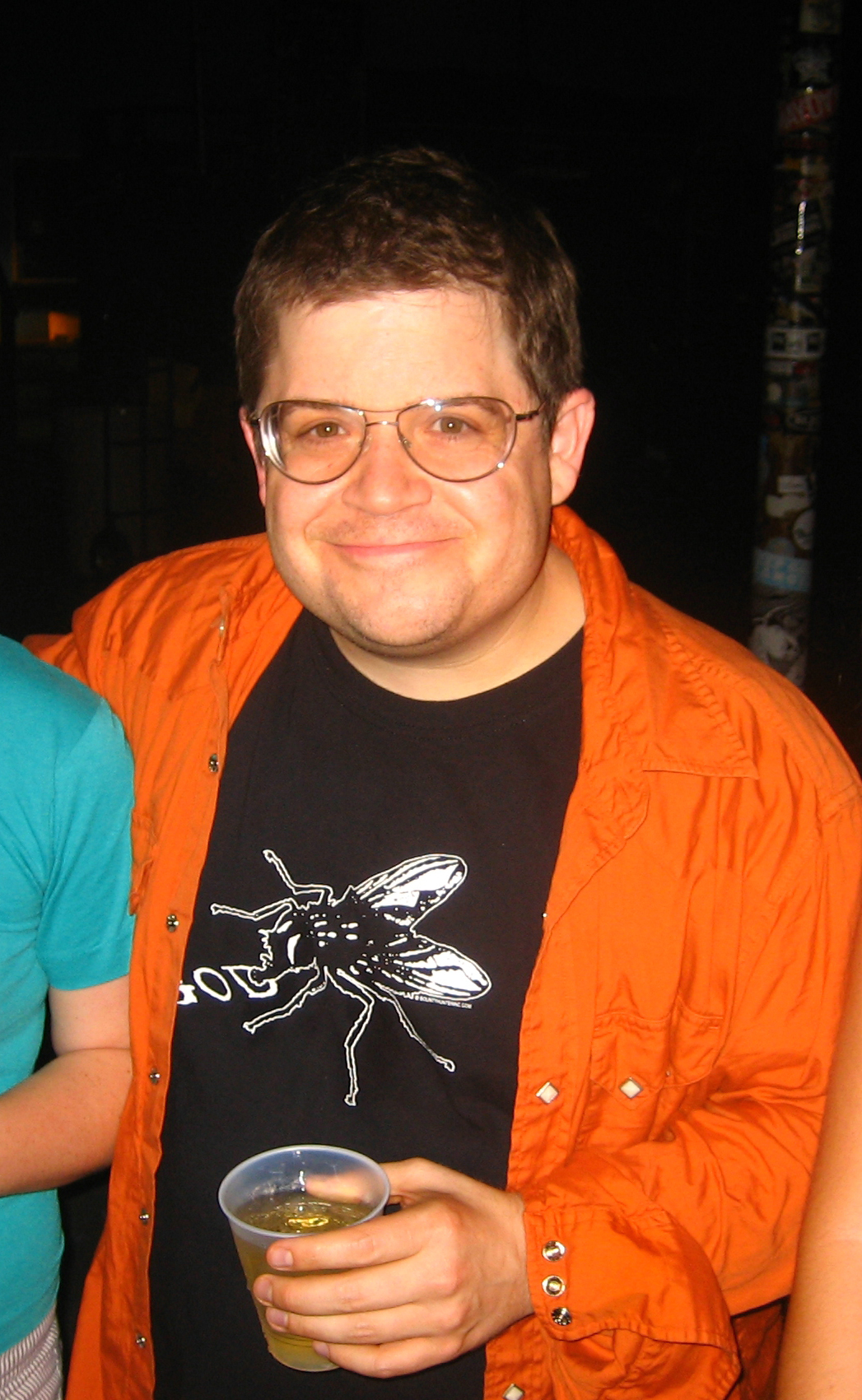
Oswalt im September 2006

- 1996: Mission: Rohr frei! (Periscope down)
- 1998–2007: King of Queens (The King of Queens, Fernsehserie, 125 Folgen)
- 1999: Magnolia
- 1999: Der Mondmann (Man on the Moon)
- 2001: Zoolander
- 2003: Kalender Girls (Calendar Girls)
- 2004: New York Taxi (Taxi)
- 2004: Blade: Trinity
- 2004: Starsky & Hutch
- 2004–2009: Reno 911! (Fernsehserie, 10 Folgen)
- 2006: Zum Ausziehen verführt (Failure to Launch)
- 2007: Reno 911! Miami
- 2007: Sex and Death 101
- 2007: Ratatouille (Stimme)
- 2007: Balls of Fury
- 2007: Reaper – Ein teuflischer Job (Reaper, Fernsehserie, Folge 1x06)
- 2008: Belle – Der Weg zum Glück (All Roads Lead Home)
- 2009: Dollhouse (Fernsehserie, 2 Folgen)
- 2009: Big Fan
- 2009: Der Informant! (The Informant!)
- 2009: Al’s Brain in 3-D
- 2009: Shopping-Center King – Hier gilt mein Gesetz (Observe and Report)
- 2009–2010: Community (Fernsehserie, 2 Folgen)
- 2009–2011: Taras Welten (United States of Tara, Fernsehserie, 21 Folgen)
- 2009–2011: Bored to Death (Fernsehserie, 4 Folgen)
- 2010: Caprica (Fernsehserie, 6 Folgen)
- 2011: Harold & Kumar – Alle Jahre wieder (A Very Harold & Kumar 3D Christmas)
- 2011: Young Adult
- 2012: Die Natur ruft! (Nature Calls)
- 2012: Auf der Suche nach einem Freund fürs Ende der Welt (Seeking a Friend for the End of the World)
- 2012–2013: Two and a Half Men (Fernsehserie, 5 Folgen)
- 2013: Odd Thomas
- 2013: Parks and Recreation (Fernsehserie, Folge 5x19)
- 2013: Das erstaunliche Leben des Walter Mitty (The Secret Life of Walter Mitty)
- 2013: Burn Notice (Fernsehserie, 3 Folgen)
- 2013–2014: Brooklyn Nine-Nine (Fernsehserie, 2 Folgen)
- 2013, 2015: Justified (Fernsehserie, 5 Folgen)
- 2013–2023: Die Goldbergs (The Goldbergs, Fernsehserie, Stimme als Erzähler)
- 2014: Modern Family (Fernsehserie, Folge 5x18)
- 2014: 22 Jump Street
- 2014–2015, 2017, 2020: Marvel’s Agents of S.H.I.E.L.D. (Fernsehserie, 10 Folgen)
- 2014–2020: BoJack Horseman (Stimme)
- 2015: Freaks of Nature
- 2015–2019: Veep – Die Vizepräsidentin (Veep, Fernsehserie, 12 Folgen)
- 2016, 2019: My Little Pony – Freundschaft ist Magie (My Little Pony, Fernsehserie, 2 Folgen, Stimme von Quibble Pants)
- 2016: Die Jones – Spione von nebenan (Keeping Up with the Joneses)
- 2017: Santa Clarita Diet (Fernsehserie)
- 2017: Dimension 404 (Fernsehserie, Folge 1x02)
- 2017: The Circle
- 2017: Please Stand By
- 2017–2018: Mystery Science Theater 3000 (Fernsehserie, 20 Folgen)
- 2018: Sorry to Bother You
- 2017–2019: Happy! (Fernsehserie, 18 Folgen, Stimme)
- 2018–2021: Mr. Griffin – Kein Bock auf Schule (A.P. Bio, Fernsehserie)
- 2019: Pets 2 (The Secret Life of Pets 2, Stimme)
- 2019: Kim Possible
- 2020: Space Force (Fernsehserie, 2 Folgen)
- 2021: The Spine of Night (Stimme)
- 2021: Eternals
- 2022–2025: Sandman (The Sandman, Fernsehserie, Stimme, 11 Folgen)
- 2022: Weird: Die Al Yankovic Story (Weird: The Al Yankovic Story)
- 2023: What We Do in the Shadows (Fernsehserie, 1 Folge)
- 2024: Ghostbusters: Frozen Empire
- 2024: Nach dem Attentat (Manhunt, Miniserie)

## Sonstiges
Videospiele
- 2015–2016: Minecraft: Story Mode (Stimme von Jesse)

Musikvideos
- 2014: Weird Al Yankovic – Foil (Auftritt als Regisseur des Musikvideos)
- 2016: Weezer – I Love the USA (als fiktiver US-Präsident)[4]
- 2021: George Harrison – My Sweet Lord (als Kontrolleur am Kinoeingang)